# Amstel
L'Amstel (a partir de l'antic neerlandès Aeme-stelle: «zona aquosa») és un riu canalitzat del sud de la província d'Holanda del Nord, als Països Baixos. És l'origen del nom «Amsterdam».

## Història
Els habitants de les seves ribes n'explotaren la seva torba des de l'antiguitat, que era emprada com a combustible. Així és probablement com cap a començaments del segle xiii aparegué un poblet de treballadors de la torba a l'oest d'Ouderkerk que hom anomenà Amstelveen («Torba de l'Amstel» en neerlandès).
Amb la construcció d'una resclosa a la desembocadura del riu es desenvolupà un nou poblet de pescadors a la part nord que hom anomenà Amstelerdam («presa de l'Amstel»). El poble cresqué gràcies a la seva posició al Zuiderzee (actualment IJsselmeer) tot convertint-se en una ciutat que cap al 1300 rebé els drets de ciutat. Amb modificacions del nom, actualment és coneguda com a Amsterdam.
Originàriament el riu desembocava a l'IJ, si bé actualment es perd pel centre d'Amsterdam (Rokin), puix que la major de la seva aigua és conduïda subterràniament fins a l'IJ en el seu darrer tram (només una petita part flueix a través del Damrak.

## Curs del riu

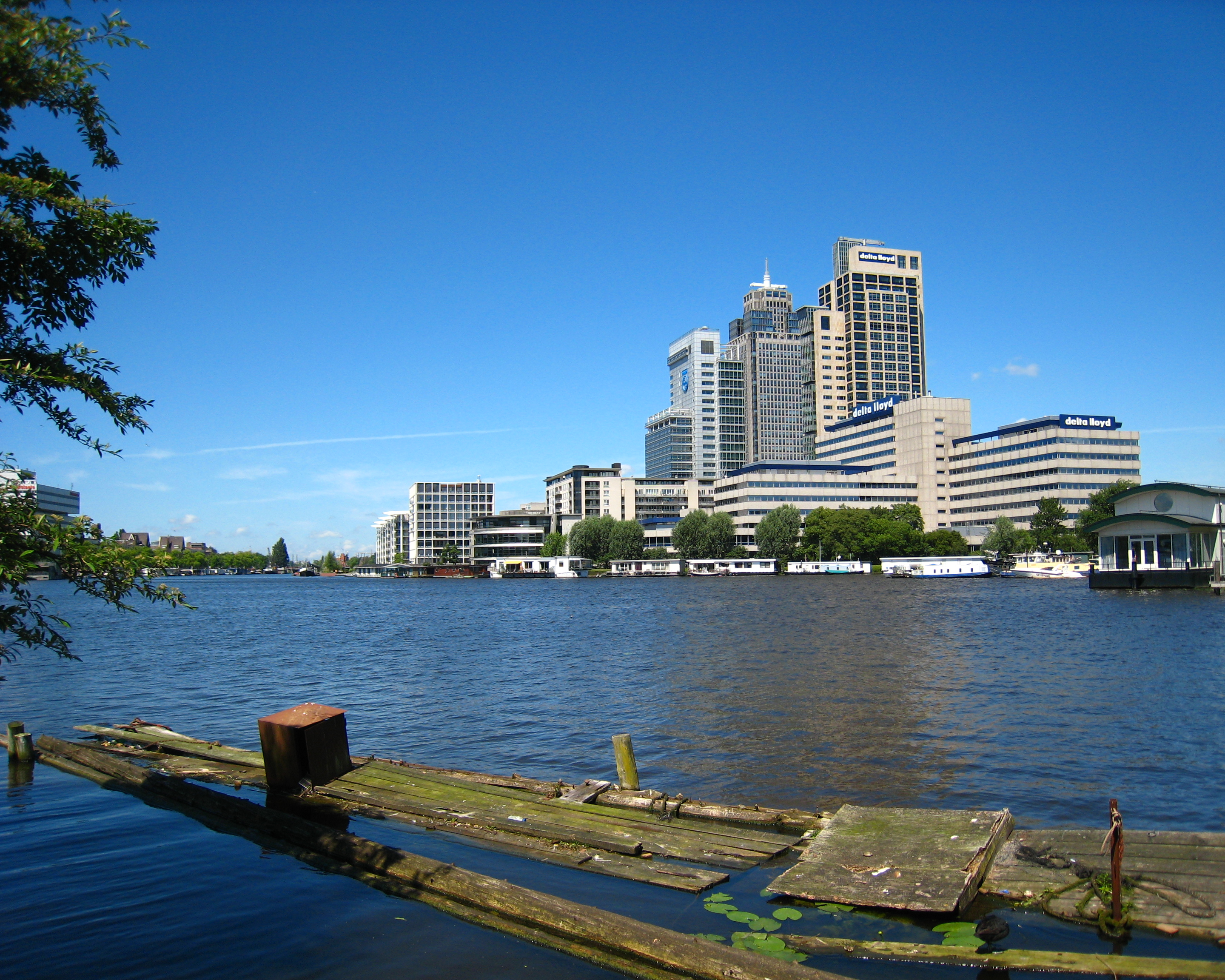
L'Amstel al seu pas a Amsterdam prop d'Omval

L'Amstel original començava a l'aiguabarreig dels rius Drecht i Kromme Mijdrecht, una mica al sud d'Uithoorn. Amb la canalització i la construcció del canal Amstel-Drecht aquest origen resta més difícil de veure (i fins i tot no reconegut administrativament).
Una part del que originàriament era l'Amstel és actualment una part del citat canal, amb 18,5 km de llargada. Aquest comença a la unió del Drecht amb el canal de l'Aar (Aarkanaal), al nord-oest de Nieuwveen, i continua fins a Oudekerk aan de Amstel, on desemboca el Bullewijk. A partir d'allà el curs d'aigua encara es diu, oficialment, «Amstel». Des d'allà fins a la desembocadura té una distància de 12,5 km.
A més del Kromme Mijdrecht i el Bullewijk, el Waver (un rierol que se li uneix al punt més meridional del pòlder Ronde Hoep) n'és un altre afluent.